# Omalogyra atomus
Omalogyra atomus is een slakkensoort uit de familie van de Omalogyridae. De wetenschappelijke naam van de soort is voor het eerst geldig gepubliceerd in 1841 door Philippi.